# بيت كثير (أرحب)

تعديل مصدري - تعديل

بيت كثير هي إحدى قرى عزلة شاكر بمديرية أرحب التابعة لمحافظة صنعاء، بلغ تعداد سكانها 77 نسمة حسب تعداد اليمن لعام 2004.